# Vyhlazovací tábor Chełmno

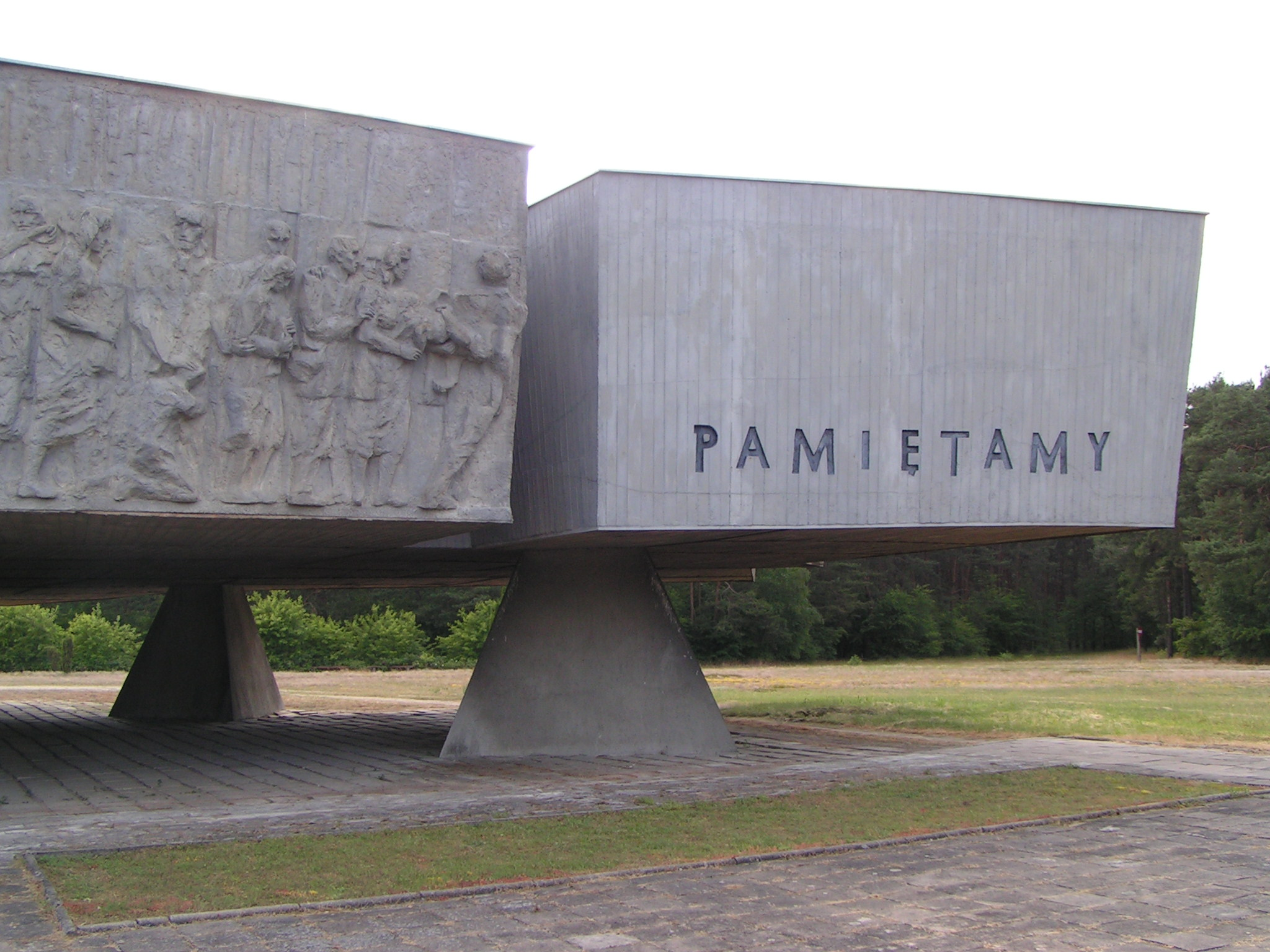
Památník

Vyhlazovací tábor Chełmno byl nacistický vyhlazovací tábor, umístěný 70 km od Lodže, poblíž vesničky Chełmno nad Nerem (německy Kulmhof an der Nehr) na polském území obsazeném v roce 1939 Němci a začleněném do říšské župy Povartí (něm. Reichsgau Wartheland).

## Historie
Tábor byl vybudován poté, co ztroskotaly snahy o deportaci tamějšího židovského obyvatelstva do Generálního gouvernementu. Proto v září 1941 započala likvidace Židů přímo na území říšské župy Povartí. Jedná se o vůbec první nacistický vyhlazovací tábor a první tábor, kde se k likvidaci obětí používal jedovatý plyn. Nejprve byli Židé zplynováváni v mobilních plynových vozech, které později vystřídalo stacionární zařízení. Nacisté ho provozovali ve dvou etapách:
- od 8. prosince 1941 do března 1943
- od června 1944 do 18. ledna 1945.

Tábor byl určen k zabíjení Židů z lodžského ghetta a celého území župy. Po dobu jeho existence zde bylo zavražděno nejméně 152 tisíc lidí, kromě zmíněných polských židů také polští a maďarští Romové, maďarští židé, Poláci, Češi a sovětští váleční zajatci. Pobyt v tomto vyhlazovacím táboře přežili jen tři lidé, jedním z nich byl i Simon Srebnik.
V tomto koncentračním táboře bylo v nákladních vozech zplynováno mimo jiné i 82 českých dětí z obce Lidice a 11 z osady Ležáky. Zahynuly zde i dvě sestry Franze Kafky, Gabriela a Valerie.